# Умарова Ася Рамазанівна
Ася Рамазанівна Умарова (нар.. 3 листопада 1985, Городовиковськ, Калмицька Автономна Радянська Соціалістична Республіка, Російська РФСР, СРСР) — чеченська художниця і прозаїк. Основний напрям робіт — графічний імпресіонізм. Персональні виставки Асі Умарової проходили в Санкт-Петербурзі, Тбілісі, Грозному, в музейному комплексі Torre dell'Orologio Вітторіо-Венето та інших містах Італії.

## Біографія
За національністю чеченка. Народилася 3 листопада 1985 року в Городовиковську в Калмикії. У восьмирічному віці переїхала з батьками до Чеченської республіки, звідки 1944 року в Казахстан депортували її предків.
За освітою журналіст. Закінчила журфак Чеченського державного університету за фахом журналістика. Живе у Грозному.
Після закінчення вишу працювала у сфері журналістики. Проходила навчання у Кавказькому інституті ЗМІ у Єревані.

## Діяльність
Більшість свого життя Ася Умарова присвячує живопису. Її виставки мають антивоєнний характер і розповідають про чеченські війни. Графіка Асі Умарової виставлялася в Росії, Польщі, Італії, США, Бельгії, Німеччині, Грузії та інших країнах.
«Малювати вугіллям я вперше спробувала під час війни. Коли закінчилися фарби, гуаш, акварель, олівці, пересохли фломастери. І коли я викидала прострочені пігулки з нашої домашньої аптечки, то виявила багато пігулок активованого вугілля. Ними і було зроблено малюнок». Ася Умарова.
Картинами Асі проілюстровано наступні книги «А в серці щемливий біль…» (Санкт-Петербург), «Сила добра» (Москва), «Чечня. Право на культуру» (Москва), «Вірші про Чечню і не тільки» (Москва), а також журнали «Ламі» та «Райдуга».
З 2002 до 2003 року Ася Умарова гастролювала з молодіжним театром «Жималла» (Юність). Була солісткою хору будинку дитячої творчості, солісткою-вокалісткою державного ансамблю пісні та танцю «НОХЧО» (Чеченець) та ансамблю «Заманхо» (Сучасник).
У 2007 році Умарова виграла міжнародний конкурс ООН, за підсумками якого пройшла тримісячне стажування з прав національних меншин у Швейцарії.
У 2008 році у Страсбурзі посіла друге місце у конкурсі на знання застосування механізмів конвенцій прав людини, оголошеного Радою Європи у Франції.
У 2012, 2014, 2015 роках Ася Умарова брала участь у Форумі молодих письменників у Липках, який проводить Фонд соціально-економічних та інтелектуальних програм Сергія Філатова.
2016 року дебютувала з мультфільмом «Війна. Білизна з минулого» і одразу здобула перемогу на конкурсі «Стисло!»
Збірки:
Повісті та оповідання Асі Умарової публікувалися в журналах «Юність», «Дружба народів», «Нева» та інших. Тема її літературних робіт — осмислення першої російсько-чеченської війни.

## Нагороди і премії
- 2020 — Дипломант Премії Бабеля (Україна).[15]

## Повісті та оповідання
- 2011 — Охолоджені гільзи[16]
- 2012 — На добраніч, Марісабель[17]
- 2012 — Дідусь Хаса[18]
- 2013 — Сезон пам'яті[19]
- 2014 — Серіжа[20]
- 2015 — Тире[21]
- 2016 — Невидимий ПВР[22]
- 2017 — Баянат, або Правда[23]
- 2017 — Приходь вільною.
- 2018 — Епсіней.
- 2019 — Клавіші Падам.
- 2019 — Віднесена вітром.
- 2020 — Бігом з пакетом на голові